# Sametingslagen
Sametingslagen (1992:1433) är en svensk lag som trädde i kraft den 1 januari 1993. Lagen reglerar Sametingets uppgifter och valet till Sametinget.